# Rio Pereira
Der Rio Pereira ist ein etwa 85 km langer rechter Nebenfluss des Rio Alonso im Inneren des brasilianischen Bundesstaats Paraná.

## Geografie

### Lage
Das Einzugsgebiet des Rio Pereira befindet sich auf dem Segundo Planalto Paranaense (Zweite oder Ponta-Grossa-Hochebene von Paraná).

### Verlauf
Sein Quellgebiet liegt auf der Grenze zwischen den Munizipien Ortigueira und Faxinal auf 950 m Meereshöhe in der Serra Geral nahe der Mautstelle der BR-376 und 100 m westlich der Estrada de Ferro Central do Paraná.
Der Fluss verläuft in westlicher Richtung. Er bestimmt auf seinem gesamten Lauf die Grenze zwischen Ortigueira und Faxinal. Er mündet auf 408 m Höhe von rechts in den Rio Alonso. Er ist etwa 85 km lang.